# Brans-Dicke-Theorie
Die Brans-Dicke-Theorie (manchmal auch als Jordan-Brans-Dicke-Theorie bezeichnet) ist eine klassische Feldtheorie und eine der einfachsten Erweiterungen der Allgemeinen Relativitätstheorie (ART). 
Sie wurde 1961 von Robert Henry Dicke und Carl H. Brans entwickelt, wobei sie frühere Arbeiten von Pascual Jordan benutzten. Sie ist der bekannteste und einfachste Vertreter der Skalar-Tensor-Theorien der Gravitation, in denen die Raumzeitkrümmung von der Metrik der ART und zusätzlichen Skalarfeldern generiert wird.
Die Theorie enthält einen freien Parameter {\displaystyle \omega }, über den die Skalarfelder an die Krümmung koppeln.
Für {\displaystyle \omega \rightarrow \infty } nähert sich die Brans-Dicke-Theorie der ART bis zur Ununterscheidbarkeit an, so dass sie prinzipiell nicht von Experimenten falsifiziert werden kann. Präzisionsmessungen während der Cassini-Huygens-Mission haben jedoch den erlaubten Bereich auf {\displaystyle \omega >40\,000} verschoben, was gegenüber den vorherigen stärksten Ergebnissen ein großer Schritt ist.
Brans und Dicke entwickelten das Modell auch, um eine Alternative zur Allgemeinen Relativitätstheorie zu haben, in der das Machsche Prinzip realisiert ist (das Skalarfeld wird über die Massen im Universum bestimmt).
Als metrische Gravitationstheorie erfüllt sie das Äquivalenzprinzip und sagt deshalb genauso wie die ART eine gravitative Rotverschiebung voraus.

## Definition
Die Wirkung {\displaystyle S} der Brans-Dicke-Theorie lautet:
{\displaystyle S={\frac {1}{16\,\pi }}\int \mathrm {d} ^{4}x{\sqrt {-g}}\left(\phi \,R-\omega \,\phi ^{-1}\partial _{\mu }\phi \,\partial ^{\mu }\phi \right)+S_{\mathrm {M} }}
Hierbei ist
- g die Metrik
- R die Spur des Ricci-Tensors
- {\displaystyle \omega } ein dimensionsloser Parameter
- {\displaystyle \phi } ein skalares Feld
- {\displaystyle S_{\mathrm {M} }} die Wirkung der Materiefelder, die als unabhängig von {\displaystyle \phi } angenommen wird.

Im Unterschied zur ART, deren Wirkung gegeben ist durch:
{\displaystyle S_{\text{ART}}={\frac {1}{16\,\pi }}\int \mathrm {d} ^{4}x\,{\sqrt {-g}}\,R+S_{\mathrm {M} }}
existiert das zusätzliche skalare Feld {\displaystyle \phi }.
Dies führt zu modifizierten Bewegungsgleichungen:
{\displaystyle \Box \phi ={\frac {8\,\pi }{3+2\,\omega }}\,T}
{\displaystyle {\begin{aligned}G_{\mathrm {ab} }&:=R_{\mathrm {ab} }-{\frac {1}{2}}R\,g_{\mathrm {ab} }\\&\;={\frac {8\,\pi }{\phi }}\,T_{\mathrm {ab} }+{\frac {\omega }{\phi ^{2}}}\left(\partial _{a}\phi \,\partial _{b}\phi -{\frac {1}{2}}\,g_{\mathrm {ab} }\partial _{c}\phi \,\partial ^{c}\phi \right)+{\frac {1}{\phi }}\,\left(\nabla _{a}\,\nabla _{b}\,\phi -g_{\mathrm {ab} }\,\Box \phi \right)\end{aligned}}}
mit
- {\displaystyle G_{ab}} ist der Einstein-Tensor, eine Art mittlere Krümmung
- {\displaystyle \Box } der Laplace–Beltrami-Operator
- {\displaystyle R_{ab}} der Ricci-Tensor
- {\displaystyle T_{\mathrm {ab} }} der Energie-Impuls-Tensor
- T seine Spur.

Laut der ersten Gleichung stellt T eine Quelle für das Skalarfeld {\displaystyle \phi } dar, welches, wie in der zweiten Gleichung ersichtlich, zur Krümmung beiträgt. Dies unterscheidet die Theorie von der ART, deren Bewegungsgleichungen gegeben sind durch:
{\displaystyle G_{\mathrm {ab,ART} }={\frac {8\pi G}{c^{4}}}T_{\mathrm {ab} }}
Diese Modifikation führt zu veränderten Vorhersagen für bestimmte Gravitationseffekte, wie z. B. die Lichtablenkung durch massive Körper oder die Periheldrehung der Planeten. Durch Experimente konnten daher die erlaubten Werte für die Kopplungskonstante {\displaystyle \omega }, die als freier Parameter gewählt werden kann und die die Größe der Abweichungen zu den Vorhersagen der ART kontrolliert, stark in Richtung immer geringerer Abweichungen zur ART eingeschränkt werden.